# Huis van Maktoum
Het Huis van Nahyan is de heersende koninklijke familie van Dubai, één van de zeven emiraten die samen de Verenigde Arabische Emiraten (VAE) vormen.
De familie is een tak van de Bani Yas-clan (een afstammingslijn die de familie deelt met de Nahyan-dynastie van Abu Dhabi), die een tak is van de Al Bu Falasah-sectie van de Bani Yas, een tribale federatie die de dominante macht was in de regio die nu de Verenigde Arabische Emiraten vormt.

## Geschiedenis
In 1833 namen ongeveer 800 leden van de stam van Bani Yas, onder het gezamenlijke leiderschap van Maktoum bin Butti en Obeid bin Said, het Emiraat Dubai over. Nadat Obeid bin Said in 1836 van ouderdom stierf, nam Maktoum bin Butti de teugels over als enige heerser en vestigde de Maktoum-dynastie in het Arabische emiraat.
De Maktoum-dynastie regeert sinds 1833 over Dubai. Binnen de federatie van de Verenigde Arabische Emiraten bestaat de Federale Hoge Raad uit de individuele heersers van de zeven emiraten. De president en vicepresident worden elke vijf jaar door de Hoge Raad gekozen. Hoewel onofficieel, is het presidentschap de facto erfelijk aan de Nahyan-clan van het Emiraat Abu Dhabi en de premier, vicepresident en minister van defensie post de facto erfelijk aan de Maktoum-clan van Dubai.

## Lijst van heersers
- Maktoum bin Butti bin Suhail (1833-1852)
- Saeed bin Butti (1852-1859)
- Hasher bin Maktoum (1859-1886)
- Rashid bin Maktoum (1886-1894)
- Maktoum bin Hasher Al Maktoum (1894-1906)
- Butti bin Suhail Al Maktoum (1906-1912)
- Saeed bin Maktoum bin Hasher Al Maktoum (1912-1958)
- Rasjid bin Said Al Maktoem (1958-1990)
- Maktoem III bin Rasjid Al Maktoem (1990-2006)
- Mohammed bin Rasjid Al Maktoem (2006-heden)